# Alcyonium verseveldti
Alcyonium verseveldti is een zachte koraalsoort uit de familie Alcyoniidae. De koraalsoort komt uit het geslacht Alcyonium. Alcyonium verseveldti werd in 1982 voor het eerst wetenschappelijk beschreven door Benayahu. 